# Japan (film)
Japan (spanska: Japón) är en mexikansk dramafilm från 2002 regisserad av Carlos Reygadas.
Det är den första långfilmen av Reygadas. Den handlar om en medelålders man som liftar ut på landet för att ta livet av sig. Väl där blir han inackorderad hos en äldre religiös kvinna och börjar så småningom tvivla ...
Vid filmens premiär på filmfestivalen i Cannes fick den ett hedersomnämnande till Caméra d'Or, och kritiker jämförde Reygadas med Andrej Tarkovskij. Filmen vann även publikpriset på Stockholms filmfestival 2002.